# Fudbalski klub Vardar 1947 2015-2016

## Rosa
| N. |                               | Ruolo | Calciatore                      |
| -- | ----------------------------- | ----- | ------------------------------- |
| 3  | Macedonia del Nord (bandiera) | D     | Goran Popov                     |
| 4  | Montenegro (bandiera)         | D     | Nemanja Mijusković              |
| 5  | Macedonia del Nord (bandiera) | D     | Zlatko Tanevski (vice-capitano) |
| 6  | Macedonia del Nord (bandiera) | D     | Boban Grnčarov (capitano)       |
| 7  | Macedonia del Nord (bandiera) | D     | Błagojcze Lamczewski            |
| 8  | Macedonia del Nord (bandiera) | C     | Stefan Spirovski                |
| 9  | Macedonia del Nord (bandiera) | A     | Dejan Blaževski                 |
| 10 | Armenia (bandiera)            | C     | Artak Dashyan                   |
| 11 | Albania (bandiera)            | A     | Jasir Asani                     |
| 14 | Macedonia del Nord (bandiera) | D     | Darko Velkoski                  |
| 16 | Macedonia del Nord (bandiera) | C     | Nikola Gligorov                 |
| 17 | Macedonia del Nord (bandiera) | A     | Aco Stojkov                     |
| 18 | Serbia (bandiera)             | A     | Dragan Ćeran                    |
| 19 | Armenia (bandiera)            | D     | Hovhannes Hambardzumyan         |

| N. |                               | Ruolo | Calciatore          |
| -- | ----------------------------- | ----- | ------------------- |
| 20 | Macedonia del Nord (bandiera) | C     | Boban Nikolov       |
| 21 | Ucraina (bandiera)            | D     | Evgen Novak         |
| 22 | Macedonia del Nord (bandiera) | A     | Filip Ivanovski     |
| 28 | Macedonia del Nord (bandiera) | P     | Tomislav Pačovski   |
| 32 | Macedonia del Nord (bandiera) | D     | Darko Glišić        |
| 41 | Croazia (bandiera)            | P     | Matija Kobetić      |
| 70 | Brasile (bandiera)            | C     | Juan Felipe         |
| 77 | Macedonia del Nord (bandiera) | D     | Vladica Brdarovski  |
| 87 | Macedonia del Nord (bandiera) | C     | Vlatko Grozdanoski  |
| 90 | Macedonia del Nord (bandiera) | P     | Filip Gačevski      |
| 97 | Macedonia del Nord (bandiera) | A     | Petar Petkovski     |
| 99 | Montenegro (bandiera)         | A     | Damir Kojasević     |
|    | Macedonia del Nord (bandiera) | C     | Hristijan Denkovski |